# Atalaia (Aracaju)
Atalaia é um bairro nobre da Zona Sul do município de Aracaju, localizado a cerca de 15 km do centro da cidade, entre a Coroa do Meio e a Aruana.
De início, foi uma colônia de pescadores, mas, a partir dos anos 1950, passou a se urbanizar e acabou se tornando um dos principais cartões postais da capital sergipana. Neste bairro, estão localizadas as praias dos Artistas, Praia da Cinelândia, Havaizinho e Atalaia. Esta última é a mais conhecida e frequentada praia de Aracaju, caracterizada pela urbanização de sua orla, que ganhou diversos atrativos, tais como os arcos da orla, passarelas para acesso à beira-mar, esculturas de personalidades ilustres, o Oceanário (Projeto Tamar), quadras poliesportivas, ciclovias, lagos artificiais, kartódromo, inúmeros bares e restaurantes, espaços para shows e eventos diversos. Concentra 90% da rede hoteleira de Aracaju.

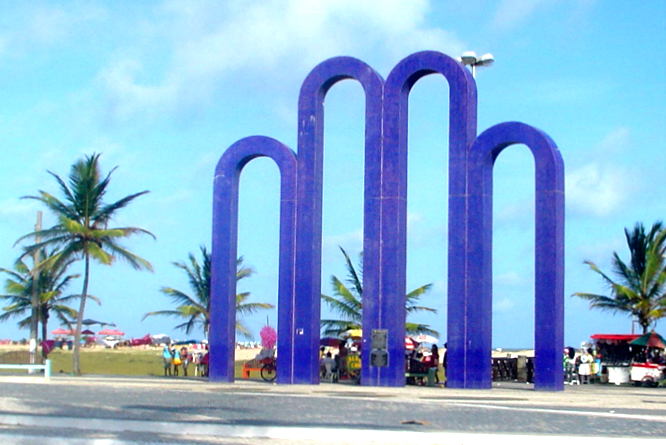
Os Arcos da Orla de Atalaia, são um dos principais símbolos de Aracaju.

Ponto de encontro de turistas e aracajuanos, a maioria dos restaurantes da capital sergipana está concentrada neste bairro, área túristica conhecida como Passarela do Caranguejo, a qual possui um monumento em forma de 'Caranguejo Gigante' a céu aberto onde se pode tirar uma bela foto da praia e do crustáceo que tanto caracteriza a culinária local.